# Ślepa próba (medycyna)
Ślepa próba – w farmakologii metoda prowadzenia eksperymentu klinicznego badającego wpływ substancji (zwykle leku), polegająca na utrzymaniu osób przyjmujących lek w nieświadomości co do tego czy przyjmują lek, czy też substancję obojętną (placebo). Ślepą próbę stosuje się w celu wykluczenia efektu oczekiwania u osób, na których sprawdza się działanie substancji.
Metodę ślepej próby, na przykład podwójnie ślepej, stosuje się przy badaniu środków farmakologicznych i niefarmakologicznych.

## Pojedynczo ślepa próba
W pojedynczo ślepej próbie jeden z uczestników badania – zazwyczaj osoba badana – nie jest świadomy, jakiej procedurze jest poddawany.

## Podwójnie ślepa próba
Technika ta polega na takim zaplanowaniu eksperymentu, aby ani uczestnicy, ani osoby przeprowadzające eksperyment nie miały dostępu do kluczowych informacji, które by mogły wpłynąć na jego przebieg. Informację tę ma tylko główny koordynator eksperymentu, który sam nie uczestniczy w jego przeprowadzaniu, lecz zajmuje się analizą jego rezultatów po zakończeniu zbierania wszystkich danych przez inne osoby. W ten sposób wyklucza się możliwość nieświadomego wpłynięcia na osoby badane (i tym samym na wyniki badania) przez lekarza prowadzącego i osoby podające lek. Pierwszy naukowo opisany przypadek zastosowania podwójnie ślepej próby należy przypisać psychologowi Oskarowi Pfungstowi, który zastosował tę metodę już w 1907 roku w sprawie „Mądrego Hansa”.
Podwójnie ślepa próba ma duże znaczenie dla zapewnienia obiektywnych wyników badań, ponieważ:
- jeśli pacjent sam przyjmuje leki (sytuacja 1. na rysunku), niemożliwa jest obiektywna ocena wpływu leku
- jeśli lekarz wydaje leki (sytuacja 2.), może on swoim działaniem (na przykład dając dodatkowe leki) nieświadomie sfałszować wynik eksperymentu.

### Przykłady
W przypadku badań działania nowych leków, podwójnie ślepa próba polega na tym, że pacjentów dzieli się losowo na dwie grupy, z których jedna otrzymuje testowany specyfik, a druga placebo lub lek stosowany dotychczas. Poszczególni pacjenci nie są informowani, do której z grup należą, ani nie wie tego personel medyczny bezpośrednio zajmujący się pacjentami (pielęgniarki podające specyfik, lekarz analizujący stan zdrowia pacjentów). Lekarz bezpośrednio badający pacjentów gromadzi dane, które przesyła koordynatorowi testu. Koordynator zestawia te dane z listą pacjentów i metodami statystycznymi ocenia skuteczność działania testowanego specyfiku.
Inny przykład zastosowania podwójnie ślepej próby to analiza jakości próbek żywności dokonywana w laboratoriach kontroli żywności (np. przez sanepid). W takim przypadku jedna grupa analityków pobiera od producenta żywności losowo wybrane próbki i oznacza je kodami, wypełniając jednocześnie formularz, który łączy te kody z informacją, co dokładnie zawierają poszczególne próbki. Próbki te trafiają do laboratorium, gdzie inna grupa analityków wykonuje na nich określone testy nie wiedząc, co analizowane próbki zawierają ani skąd pochodzą. Grupa ta wypełnia drugi formularz, w którym wpisuje przy kodach próbek wyniki analiz. Oba formularze trafiają do osoby nienależącej do żadnej z dwóch wcześniejszych grup, która na ich podstawie sporządza ostateczny raport z wyników badań.

## Potrójnie ślepa próba
Potrójnie ślepa próba polega na tym, że również osoby przeprowadzające statystyczną analizę rezultatów badania nie wiedzą, który środek jest lekiem, a który placebo.